# 侵蝕 〜淫魔の生贄〜
『侵蝕 〜淫魔の生贄〜』（しんしょく いんまのいけにえ）とは、TOUCHABLEから発売されたアダルトゲームのシリーズ。
触手を使って少女たちの心の奥にある欲望を覚醒させていくシミュレーションゲームで、ふたなり化といった非現実的なシチュエーションも存在する。

## 侵蝕 〜淫魔の生贄〜
シリーズ第1作で、2005年5月27日に発売された。

### あらすじ
性欲を抑えきれずに悩む少女・芹沢 奈菜は、保健医の高岡 幻夢の元へ相談に来た。だが、彼女は触手に弄ばれ、逆に淫らな欲望を炸裂させてしまった。そして、彼女はさらなる快楽を欲するあまり、幻夢のもとへ、友人たちを招くようになった。

### 登場人物
芹沢 奈菜（せりざわ なな）
声 - 天天
主人公であるおとなしい女子生徒で、オカルト同好会に所属している。両親の離婚問題や将来への不安などから自慰をやめられずにいる。
永倉 美咲（ながくら みらい）
声 - ミライ
奈菜の友人。奈菜に頼まれてオカルト同好会に籍を置いているが、もともと所属していた水泳部を引退してからは同好会に顔を出している。
伊東 香澄（いとう かすみ）
声 - 高原くくる
奈菜の従妹で、オカルト研究会に所属している。奈菜に対する同性愛的な感情に悩んでいる。
高岡 幻夢（たかおか げんむ）
声 - 比未子
奈菜たちの通う学園の保健医で、彼女達を淫らな世界へと導いた人物。

## 侵蝕2 〜淫魔の生贄〜
シリーズ第2作で、2007年11月30日に発売された。

### あらすじ（侵蝕2）
図書委員の槙村 千紗は、立ち入り禁止のエリアに資料を運ぶ仕事をしていた時、奇妙な感覚に襲われ転んでしまうと同時に、謎の玉が棚の上から落ちてきた。千紗が玉に触れると、左手が触れていた魔導書が開きだし、千紗は中に封じられていた魔法生物によって本の中に引きずり込まれ、弄られた。その後、千紗が気が付くと図書室はいつもと変わらぬ雰囲気を出していたため、彼女は先ほどの出来事は夢だと思い、帰っていった。翌日、千紗は図書委員の監督を務める幻夢に捕まり、千紗の子宮に解読用の触手を植え付ける。魔導書の解読が行われ度に、彼女は本の中の魔法生物の相手をする羽目になる。千紗の様子の変化に気付いたくるみと朋はそれぞれ幻夢とかかわり、淫らな世界へと足を踏み入れていった。

### 登場人物（侵蝕2）
槙村 千紗（まきむら ちさ）
声 - 天天
図書委員を務める内気な女子生徒。絵本作家を夢見ているが、才能が伴っていない。
秋沢 くるみ（あきざわ くるみ）
声 - 比未子
千紗の友人で、同じく図書委員を務めている。チアリーディング部に所属している。巨乳。
朱鷺阪　朋（ときさか　とも）
声 - あさり☆
図書委員を務める3年生。下級生にあたる千紗とくるみをいじっている。貧乳で、2年生の千紗からは「ロリ先輩」とあだ名をつけられている。性格は落ち着いており、どこか悟ったようなアイロニーを多用する。
高岡 幻夢（たかおか　げんむ）

千紗たちの通う学園の保健医で、彼女達を淫らな世界へ導いた人物。教諭免許も持っているため、病欠の司書教諭に代わり図書委員の監督を務めている。

## 侵蝕3 〜淫魔の生贄〜
シリーズ第3作で、2010年9月24日に発売された。

### あらすじ（侵蝕3）
美沙緒と夏姫の姉妹は、両親の離婚によりそれぞれの親の元で暮らしていた。姉の美沙緒は、父から過激なまでの厳しい修行を受けるが、なかなか上達せず、苦しい思いをしていた。一方、妹の夏姫は魔術師としての才能にあふれており、水無月の家を継ぐことを決意していた。ある日、姉妹の通う学園に高岡 幻夢という少女が転校してきた。姉妹は魔術師としての勘で、幻夢が只者ではないことを見抜いていたが、無害な存在には関しないという考えから、幻夢のことは黙っていた。やがて、幻夢は魔術師としての試験が近づき焦る美沙緒に近づき、"使い魔の卵"を自らの魔力で孵して魔力を増強しないかと持ちかける。その淫らな生贄の儀式を重ねた結果、美沙緒の魔力は急激に増強していった。異変を察知した夏姫に対し、姉妹の父は魔術師としての能力を高めるためならば手段は選ばないと言った。姉に負けたくないと思った夏姫もまた、幻夢に近づき、姉妹そろって淫らな世界へと堕ちていくのであった。

### 登場人物（侵蝕3）
水無月 美沙緒
声 - 片倉ひな
学級委員長を務める少女で、魔術師の家に生まれた。両親の離婚後は父方に引き取られた。
魔力が上達しないことに悩んでいたところ、幻夢に"禁呪"を持ちかけられ、淫らな使い魔の与える快楽におぼれつつある。
桐原 夏姫
声 - 東かりん
美沙緒の妹で、両親の離婚後は母方に引き取られた。活発な性格だが、思ったことをすぐ口に出してしまう。
高岡 幻夢
声 - 鈴音華月
姉妹の通う学園に転入してきた少女で、彼女達を淫らな世界へ導いた人物。度重なる失敗により魔力を消耗してきたため、少女の姿になり魔力を温存していた。

## 侵蝕-零-～淫魔の生贄～
『侵蝕-零-～淫魔の生贄～』は2015年1月30日に発売されたアダルトゲームである。

### あらすじ(零)
生命の進化をシミュレーションする施設の遺跡を復元して魔力の源泉を得るべく、淫魔・幻夢は魔界から現実世界へ来ていた。
遺跡の起動方法がわからずに途方に暮れていた幻夢のもとへ、道に迷い込んだ早乙女三姉妹に対して遺跡が反応し、起動した。
それは三姉妹が生命進化シミュレーションの「母体」に適した存在であると認められたことを意味しており、三姉妹は遺跡に取り込まれた。
三姉妹の一人である陽日は、異種交配の実験台にされ、残りの二人も、幻夢の魔力回収実験に協力させられる羽目になった。

### 登場人物(零)
早乙女 陽日
声：中家志穂
三姉妹の一人。不在の両親に代わり、家事をこなしている。
道に迷い込んだ際、遺跡を起動させてしまう。幻夢によって異種交配の実験台にされる中で、触手の快楽に飲み込まれる。
早乙女 美星
声：蓬かすみ
三姉妹の一人。目立つことが苦手。遺跡の起動により、人間の認識を操る能力を得、秘めていた露出癖があらわになる。また、かねてより胸の大きさに悩んでいたが、露出癖の開放とともに大きくなりつつある。
早乙女 沙月
声：水純なな歩
三姉妹の長女。
その美貌から学校では人気者だが、家ではだらしがなく、妹の世話になっている。
幻夢によって、陰核に触手の種を埋め込まれて以来、強い性欲に悩まされ、たまたま痴漢に襲われたことでさらに激しい快楽に襲われる。
幻夢
声：東かりん
魔界から来た淫魔。家の復興を目指しているが、世間知らずなところがある。魔力の節約のために少女の姿をしている。